# Malestar
El malestar o malésser és una sensació de no trobar-se bé, de forma no precisa, sovint és el primer signe d'una infecció o altra malaltia. La paraula existeix en llengua francesa des de almenys el segle xii.
El terme també s'utilitza sovint de manera figurativa en altres contextos.

## Causa
El malestar és un símptoma no específic i pot estar present en dolències menors, com ara una emoció (causant desmais, un síncope vasovagal) o la gana (hipoglucèmia lleugera).) fins a trastorns més greus (càncer, ictus, atac de cor, hemorràgia interna, etc.).